# Premio Sebastiane
Il Premio Sebastiane viene consegnato in settembre, fin dal 2000, al film o documentario proiettato durante il Festival Internazionale del Cinema di San Sebastián, che meglio rifletta i valori e la realtà delle persone omosessuali, transessuali e bisessuali.
La scelta del film vincitore è tra tutte le sezioni che compongono il festival: Sezione ufficiale, Zabaltegui, Horizontes Latinos, Made in Spain ecc.

## Storia
Nel 2000 nasce l'idea di creare un premio cinematografico gay e lesbiche a cornice del Festival del Cinema di San Sebastian (Zinemaldia).
Questa idea nasce tra le file dei membri del “Gehitu”, associazione di gay, lesbiche, bisessuali e transessuali nei Paesi Baschi. Lo scopo prefissato era che, così come era già avvenuto dal 1987 alla Berlinale con il premio Teddy Award, il premio avrebbe aiutato i film a tematica omosessuale ad avere più rilevanza nei cinema e nei mezzi di comunicazione di massa in generale.
"Krámpack" per la regia di Cesc Gay, è stato il primo film vincitore del premio Sebastiane. Il film rifletteva il risveglio emotivo e sessuale di due adolescenti, uno gay l'altro etero. La giuria dell'edizione di quell'anno era composta dallo scrittore Luis G. Martin, la critica cinematografica Begoña del Teso, Angelo Retamar della rivista Zero, membri del Gehitu, Patricia Garcia e David Montero.
Il nome dato al premio, “Sebastiane”, venne scelto per onorare l'omonimo film diretto nel 1976 dal regista inglese Derek Jarman. Questo fu il suo film d'esordio, nel quale il regista ritrae in modo introspettivo il soldato romano Sebastiano, martire del cristianesimo, poi santo di grande importanza nel Medioevo e successivamente divenuto un'icona omoerotica. San Sebastiano, patrono della città del Festival, è simbolo delle radici della comunità basca, ma allo stesso tempo è anche simbolo della cultura omosessuale.

## Premio
La statuetta in metallo del premio rappresenta la silhouette dell'immagine con cui tradizionalmente viene rappresentato San Sebastiano martire: un corpo seminudo, il cui petto è trafitto da frecce. Dietro a questa figura ci sono due blocchi di acciaio inossidabile che simulano i due cubi del Palazzo Kursaal, sede del Festival del Cinema.

## Vincitori
- 2000: Krámpack, regia di Cesc Gay
- 2001: Le fate ignoranti, regia di Ferzan Özpetek
- 2002: Flying with One Wing (Tani tatuwen piyabanna), regia di Asoka Handagama
- 2003: Le Soleil assassiné, regia di Abdelkrim Bahloul
- 2004: Beautiful Boxer, regia di Ekachai Uekrongtham
- 2005: Malas temporadas, regia di Manuel Martín Cuenca
- 2006: Estrellas de La Línea, regia di Chema Rodríguez
- 2007: Caramel (Sukkar banat), regia di Nadine Labaki
- 2008: Vicky Cristina Barcelona, regia di Woody Allen
- 2009: Contracorriente, regia di Javier Fuentes-León
- 2010: 80 egunean, regia di Jose Mari Goenaga e Jon Garaño
- 2011: Albert Nobbs, regia di Rodrigo García
- 2012: Young & Wild (Joven y alocada), regia di Marialy Rivas
- 2013: Dallas Buyers Club, regia di Jean-Marc Vallée
- 2014: Una nuova amica (Une nouvelle amie), regia di François Ozon
- 2015: Freeheld - Amore, giustizia, uguaglianza (Freeheld), regia di Peter Sollett
- 2016: Libere disobbedienti innamorate (Bar Bahar), regia di Maysaloun Hamoud
- 2017: 120 battiti al minuto (120 battements par minute), regia di Robin Campillo
- 2018: Girl, regia di Lukas Dhont
- 2019: Monos - Un gioco da ragazzi (Monos), regia di Alejandro Landes
- 2020: Falling - Storia di un padre (Falling), regia di Viggo Mortensen
- 2021: Il potere del cane (The Power of the Dog), regia di Jane Campion
- 2022: Something You Said Last Night, regia di Luis De Filippis
- 2023: 20.000 specie di api (20.000 especies de abejas), regia di Estibaliz Urresola Solaguren
- 2024: Reas, regia di Lola Arias

## Sebastiane Latino
- 2013: Quebranto, regia di Roberto Fiesco (Messico)
- 2014: Praia do Futuro, regia di Karim Aïnouz (Brasile)
- 2015: Mariposa, regia di Marco Berger (Argentina)
- 2016: Rara - Una strana famiglia (Rara), regia di Pepa San Martín (Cile)
- 2017: Una donna fantastica (Una mujer fantástica), regia di Sebastián Lelio (Cile)
- 2018: Le ereditiere (Las herederas), regia di Marcelo Martinessi (Paraguay)
- 2020: Las mil y una, regia di Clarisa Navas (Argentina)
- 2021: Medusa, regia di Anita Rocha da Silveira (Brasile)
- 2022: Sublime, regia di Mariano Biasin (Argentina)
- 2023: Transfariana, regia di Joris Lachaise (Francia/Colombia)
- 2024: Baby, regia di Marcelo Caetano (Brasile)